# رود موکوری
رود موکوری رودی است در برزیل که به اقیانوس اطلس می‌ریزد. این رود در ایالت‌های باهیا و مینا ژرایس برزیل جریان دارد.